# Alchemilla argutiserrata
Alchemilla argutiserrata é uma espécie de rosácea do gênero Alchemilla, pertencente à família Rosaceae.